# Святослав Мстиславич (князь карачевский)
Святосла́в Мстисла́вич (уб. 1310) — князь Карачевский.

## Биография
Святослав упоминается только в Никоновской летописи и только однажды. В 1310 году брянский князь Василий Александрович вместе с ордынскими войсками вторгся во владения Святослава и захватил Карачев. Сам Святослав при этом погиб. Возможно, что Святослав попытался предъявить права на Брянск, который перешёл от потомков черниговских князей к Смоленской ветви Рюриковичей, и нападение Василия было ответом на эти претензии.
Согласно родословным, Святослав был вторым сыном карачевского и козельского князя Мстислава Михайловича, после смерти которого унаследовал Карачев. Наследников он не оставил. В конце XIV века Карачев принадлежал потомкам Звенигородского князя Андрея Мстиславича, который, по родословной, был братом Святослава.
Р. В. Зотов предполагает, что христианским именем Святослава могло быть Александр и он мог быть одним лицом с князем Александром, который под № 43 упоминается в Любецком синодике.